# Kenneth Bianchi
Kenneth Alessio Bianchi (22 de mayo de 1951) es un asesino serial estadounidense, secuestrador y violador. Bianchi y su primo Angelo Buono fueron en conjunto conocidos como los estranguladores de la colina. Se encuentra actualmente recluido a cadena perpetua en la penitenciaría de Walla Walla en Washington. Bianchi también es sospechoso de ser el asesino del alfabeto, autor de cuatro violaciones y asesinatos sin resolver que sucedieron en su ciudad natal, Rochester, Nueva York.

## Biografía

### Primeros años
Bianchi nació en Rochester, Nueva York de una madre prostituta y alcohólica que lo dio en adopción a las dos semanas del alumbramiento. Fue adoptado en agosto de 1951 por Frances Scioliono (tía de Angelo Buono) y su esposo Nicolás Bianchi, que no habían tenido hijos.
Bianchi se encontraba perturbado gravemente a temprana edad: su madre adoptiva lo describió como un patológico y compulsivo mentiroso desde que aprendió a hablar. Le preocupaba lo mucho que se quedaba "dormido despierto", como en trance, y con cinco años fue diagnosticado con convulsiones leves. También visitó mucho al pediatra a causa de un problema de micción involuntaria y que los doctores le revisaran los genitales en busca del problema le causó gran humillación. A pesar de tener un coeficiente intelectual superior al promedio, fue un alumno de bajo rendimiento que perdía rápidamente el temperamento, siendo diagnosticado con trastorno de la personalidad pasivo-agresivo a los diez años. Después del fallecimiento de su padre adoptivo a causa de una neumonía en 1964, donde Kennet se negó a mostrar el menor signo de dolor, Frances tuvo que trabajar mientras su hijo acudía al instituto, aunque fue conocido que ella lo dejaba quedarse en casa en lugar de asistir a la escuela por largos periodos de tiempo.
Poco después de haberse graduado de la Gates-Chili High School en 1971, se casó con su novia del instituto; dicha unión duró ocho meses. Supuestamente Kenneth fue abandonado sin ninguna explicación. De adulto, abandonó la universidad después de un semestre, yendo de un trabajo de medio tiempo a otro, hasta que finalmente terminó como guardia de seguridad en una joyería. Esto le dio una gran oportunidad de robar objetos de valor que posteriormente daba a novias o prostitutas para comprar su lealtad.
Se mudó a Los Ángeles en 1976 y comenzó a pasar tiempo con su primo mayor Angelo Buono, quién impresionó a Bianchi por su elegante vestimenta, joyería y el talento de darle a cualquier mujer lo que quisiera. Comenzaron a trabajar juntos como proxenetas, y para finales de 1977, comenzaron a asesinar. Habían violado y asesinado a diez mujeres para el momento en que fueron arrestados en 1979.

### Asesinatos
Bianchi y Buono solían viajar alrededor de Los Ángeles en el automóvil del primero y usaron insignias falsas para engañar a mujeres jóvenes fingiendo que eran policías encubiertos. Sus víctimas fueron mujeres de 12 a 28 años y de diversa clase social y ocupación. Llevaban a las chicas en su supuesto coche patrulla camuflado para supuestamente interrogarlas, pero una vez en su casa las torturaban y finalmente asesinaban.
- Yolanda Washington, edad: 19 – 17 de octubre de 1977.
- Judith Lynn Miller, edad: 15 – 31 de octubre de 1977.
- Lissa Kastin, edad: 21 – 6 de noviembre de 1977.
- Jane King, edad: 28 – 10 de noviembre de 1977.
- Dolores Cepeda, edad: 12 – 13 de noviembre de 1977.
- Sonja Johnson, edad: 14 – 13 de noviembre de 1977.
- Kristina Weckler, edad: 20 – 20 de noviembre de 1977.
- Lauren Wagner, edad: 18 – 29 de noviembre de 1977.
- Kimberly Martin, edad: 17 – 9 de diciembre de 1977.
- Cindy Lee Hudspeth, edad: 20 – 16 de febrero de 1978.
- Karen Mandic, edad: 22 – 11 de enero de 1979.
- Diane Wilder, edad: 27 – 11 de enero de 1979.

Ambos violaban a sus víctimas antes de estrangularlas. Además de este método, experimentaban con otros, como inyecciones letales, choques eléctricos, o envenenamiento con monóxido de carbono. Mientras Bianchi cometía los asesinatos, también había solicitado empleo en el departamento de policía de Los Ángeles (LAPD) e incluso patrulló con policías que buscaban a "los estranguladores de las colinas" (en realidad, Bianchi y su primo adoptivo).
Una noche, justo después de fracasar en obtener a la que habría sido su undécima víctima, Bianchi le reveló a Buono que había estado con la policía haciendo un poco de patrullaje, y que había sido interrogado en múltiples ocasiones sobre el caso del estrangulador. Después de oír sobre ello, Buono se enfureció. La discusión llegó a un punto donde Buono le dijo a Bianchi que si no se mudaba a Bellingham, Washington, lo mataría. En mayo de 1978, Kenneth se trasladó a Bellingham. 
El 11 de enero de 1979 mientras trabajaba como guardia de seguridad, Bianchi atrajo a dos estudiantes y las llevó a la casa que estaba vigilando con una falsa oferta de empleo como niñeras. Las dos mujeres eran Karen Mandic y Diane Wilder, de 22 y 27 años respectivamente; ambas estudiantes de la Universidad de Western Washington. Bianchi obligó a la primera a bajar por las escaleras delante de él y luego la estranguló. Asesinó a la segunda del mismo modo, y al no haber tenido ayuda de su secuaz, Kenneth dejó muchas pistas y fue detenido al día siguiente. La licencia de conducir de California y la verificación de sus antecedentes lo conectaron a los domicilios de dos víctimas que habían sido asesinadas por "los estranguladores de la colina".
Después de su arresto, Bianchi reveló que en 1977 él y Buono, mientras se hacían pasar por oficiales de policía, detuvieron a una joven con el nombre de Catherine Lorre con la intención de secuestrarla y asesinarla, pero después de descubrir que era la hija del actor Peter Lorre por una foto en su cartera, la dejaron ir. Solo tiempo después, Catherine descubrió la identidad de los que la habían detenido.

### Juicio
En su juicio, Bianchi no mostró ningún signo de culpabilidad alegando ser inocente y tener defensa por demencia, acusando a una personalidad alternativa, "Steve Walker", de haber cometido los crímenes. Logró incluso convencer a algunos psiquiatras profesionales que sufría de trastorno de personalidad múltiple, por lo que los investigadores decidieron traer sus propios psiquiatras, donde se involucró principalmente Martin Theodore Orne. Cuando Orne le mencionó a Bianchi que los que sufren el trastorno de personalidad múltiple tienden a tener de tres a más personalidades, Bianchi creó otro alias, este llamado "Billy".
Los investigadores descubrieron que el nombre "Steve Walker" provenía de un estudiante a quien Bianchi había intentado robar su identidad con el propósito de practicar la psicología de manera fraudulenta. La policía también descubrió una pequeña biblioteca en la casa de Bianchi donde poseía libros sobre psicología moderna, indicando una fuerte explicación sobre cómo Bianchi había podido fingir el desorden. Una vez que las evidencias se habían presentado, Kenneth admitió haber fingido el desorden. Fue diagnosticado con un desorden de personalidad antisocial con sadismo sexual.
Para adquirir clemencia, Bianchi aceptó testificar contra Buono, pero a pesar de los esfuerzos de Bianchi por ser poco cooperativo y contradictorio, al parecer con la esperanza de que su testimonio no fuese el último eslabón que enviara a Buono a la cárcel, al final, fueron inútiles: Buono fue declarado culpable y sentenciado a cadena perpetua.
En 1980 Bianchi comenzó una relación con Veronica Compton, una mujer que conoció mientras se encontraba en prisión. Durante su juicio, ella testificó en su defensa, contándole al jurado una falsa y vaga historia sobre los crímenes en un intento de exculpar a Bianchi. También admitió querer comprar un depósito de cadáveres con otro asesino convicto para el propósito de la necrofilia. Después fue encerrada y encarcelada por intentar estrangular a una mujer que había atraído a un motel con la intención de convencer a las autoridades que "los estranguladores de la colina" seguían sin ser atrapados. Bianchi le había dado un poco de semen de contrabando para hacerlo parecer una violación cometida por "los estranguladores de la colina".
En 1992 demandó a Catherine Yronwode por 8,5 millones de dólares por haber puesto una imagen de su rostro representada en una tarjeta de colección; alegó que su rostro era su marca registrada. El juicio falló en contra diciendo que, si Bianchi hubiera usado su rostro como marca registrada cuando mataba, no habría tratado de ocultarlo a la policía.
Bianchi cumple su condena en la Penitenciaría del estado de Washington en Walla Walla, Washington.
Se le negó libertad condicional el 18 de agosto de 2010 por una junta estatal en Sacramento, de acuerdo a la portavoz del fiscal de distrito de Los Ángeles, Sandi Gibbons. Podrá solicitar la libertad condicional de nuevo en el 2025.

### Libros
- Bardsley, Marilyn. Angelo Buono and Kenneth Bianchi, the Hillside Stranglers. Crime Library. Retrieved on 2007-11-16.
- Farnsworth, Cheri. Alphabet Killer: The True Story of the Double Initial Murders Archivado el 9 de septiembre de 2010 en Wayback Machine.

### Películas
- The Mind of a Murderer, Parts 1 and 2 (1985), PBS documentary

## Series
Kenneth Bianchi y su primo Angelo Buono, recordados como "The Hillside Stranglers" fueron objeto de un capítulo de la Serie "Murder Made me Famous", estrenado el 28 de abril de 2017, quinto episodio de la tercera temporada de la misma, dirigida por Randy Martin. Asimismo se lanzó en 2022 una miniserie documental para streaming a través de la cadena Peacock llamada "The Hillside Strangler: Devil in Disguise", dirigida por Alexa Danner.